# Racing de Micomeseng
El Racing de Micomeseng es un equipo de fútbol de Guinea Ecuatorial que militó por última vez en la Segunda División de Guinea Ecuatorial, la segunda liga de fútbol más importante del país.

## Historia
El Racing de Micomeseng se fundó en 1995 y se ubica en la localidad de mismo nombre. Su primera participación registrada en el fútbol de Guinea Ecuatorial se produjo en la temporada 2000, cuando compitió en la fase de la Región Continental de la Primera División, clasificándose para la Liguilla nacional. A pesar de su rendimiento, no logró el título ni el subcampeonato. En 2002, volvió a clasificarse para la Liguilla, representando a la Región Continental junto con el Deportivo Mongomo y Estrella de Añisok, pero terminó en el último lugar. La temporada siguiente, en 2003, fue similar, con el equipo llegando a la Liguilla sin ganar el título y su posición final desconocida. En 2004, el Racing no pasó de la fase regional, poniendo fin a una racha de campañas regulares.
Entre 2005 y 2013, no hay registros de la actividad del club, ni siquiera en divisiones inferiores. Sin embargo, en 2014, Racing regresó directamente a Primera División por razones desconocidas, clasificándose para la Liguilla nacional. Aun así, no ganaron el campeonato. La temporada 2015 fue histórica para el club, que quedó primero en la fase continental con 24 puntos en 10 partidos y se proclamó campeón nacional tras dominar la Liguilla. A pesar de su éxito en la liga, fue eliminado en cuartos de final de la Copa Nacional por el Akonangui FC y perdió la Supercopa ante el Deportivo Mongomo por 1-0.
En la temporada 2015/16, Racing mantuvo el liderato en la fase continental y luego en la fase «Top 4», que solo se disputó ese año. En la Liguilla, que adoptó un formato eliminatorio, fueron eliminados por Leones Vegetarianos en semifinales. A pesar de ello, conquistó su primera Copa Nacional, al vencer en los penales al Atlético Semu por 6-5, tras empatar 1-1 en el tiempo reglamentario. En la Supercopa, perdió en los penaltis contra el Sony de Elá Nguema tras empatar a uno. El club también participó en la Copa del 3 de Agosto, ganando la final continental por 5-0 contra el 15 de Agosto y conquistando el título de la final nacional debido a la ausencia del Cano Sport.
En la temporada 2016/17, Racing se clasificó para la Liguilla nacional, pero no fue campeón. En la Copa, fue eliminado tras perder la final continental con el Deportivo Niefang. Sin embargo, ganó la Copa FEGUIFUT al vencer en la final al Sony de Elá Nguema por 2-1. En la 2017/18, terminaron en el sexto lugar de la fase continental, sin clasificar a la Liguilla. En la 2018/19, descendieron a la Segunda División tras quedar últimos en la fase continental con apenas 8 puntos en 22 partidos.
En la temporada 2019/20, antes de la suspensión de la Liga por la pandemia de COVID-19, el Racing quedó sexto en el grupo continental de Segunda División. Cuando volvieron las competiciones en la temporada 2021/22, el club acabó 7º en la fase continental de Segunda División, lo que supondría el descenso a Tercera División. Sin embargo, no descendieron y ni siquiera clasificaron a la Liguilla. En la Copa, avanzó tras la retirada del Estrella de Añisok, pero fue eliminado en la segunda ronda.
Racing ha tenido dos experiencias en competiciones continentales. En 2016, como campeón nacional, participó en la Liga de Campeones de la CAF, enfrentándose en la ronda previa al Recreativo do Libolo angoleño. Cayeron derrotados por 5-1 en la ida y 4-1 en la vuelta. En 2017, tras ganar la Copa Nacional, disputaron la Copa Confederación de la CAF contra el Étoile du Congo. Perdieron 2-0 en la ida en Brazzaville y 1-0 en la vuelta en Bata.
Desde la temporada 2021/22, el Racing de Micomeseng no ha vuelto a disputar ninguna competición oficial.

## Palmarés
- Primera División de Guinea Ecuatorial: 1

2015
- Copa de Guinea Ecuatorial: 1

2016
- Copa FEGUIFUT: 1

2016/17

## Participación en competiciones de la CAF
| Temporada | Torneo                       | Ronda      | Club                 | Casa | Visita | Global |
| --------- | ---------------------------- | ---------- | -------------------- | ---- | ------ | ------ |
| 2016      | Liga de Campeones de la CAF  | Preliminar | Recreativo do Libolo | 1-5  | 0-4    | 1-9    |
| 2017      | Copa Confederación de la CAF | Preliminar | Etoile du Congo      | 0-1  | 0-2    | 0-3    |